# كعكة زنجبيل
| link = | هذه المقالة يمكن توسيعها اعتمادا على الترجمة في ويكيبيديا الإنجليزية. اضغط [هنا] للتعليمات. - تُعدُّ الترجمةُ الآليةُ من كوكل بمثابةِ نقطةِ انطلاقٍ مُفيدةٍ للترجمات، ولكن يَجبُ على المُترجمينَ مُراجعةُ الأخطاءِ الّتي قد تُصاحبُ الترجمةَ حسبَ الضرورة، والتأكيد على دقةِ الترجمة، بدلاً من مجردِ نسخِ النصِّ المُترجمِ آلياً إلى ويكيبيديا. - لا تُترجمِ النصَّ الذي يبدو غيرَ موثوقٍ أو مُنخفضَ الجودة. تَحقِّقْ من النص بالتأكدِ من المَراجعِ الواردةِ في المقالةِ باللغةِ الأجنبية «إذا كان ذلك مُمكناً». - يجب إضافة قالب {{صفحة مترجمة}} بعد الترجمة إلى صفحة نقاش المقالة لضمان الامتثال لحقوق النشر. - لمزيد من الإرشاد، انظر ويكيبيديا:ترجمة مقالات إلى العربية. |

كعكة الزَّنجبيل (بالإنجليزية: Gingerbread) بالرغم من إنها تُكتب حرفيًا خبز الزنجبيل، إلا أنها تُشير إلى: حلوى تتخذ شكل الكعك أو البسكويت، وهي مُقرمشة تطغى عليها نكهة الزنجبيل ودبس السكر. تخبز في الكثير من الأحيان على هيئة إنسان أو حيوانات. كعكة الزنجبيل أوروبية المنشأ وتعود للقرون الوسطى، حينما كانت تعدّ للفرسان قبيل مباريات المبارزة أو المعارك. وانتشرت اليوم في معظم أنحاء العالم، وتقدم في العديد من المناسبات مثل عيد الميلاد.

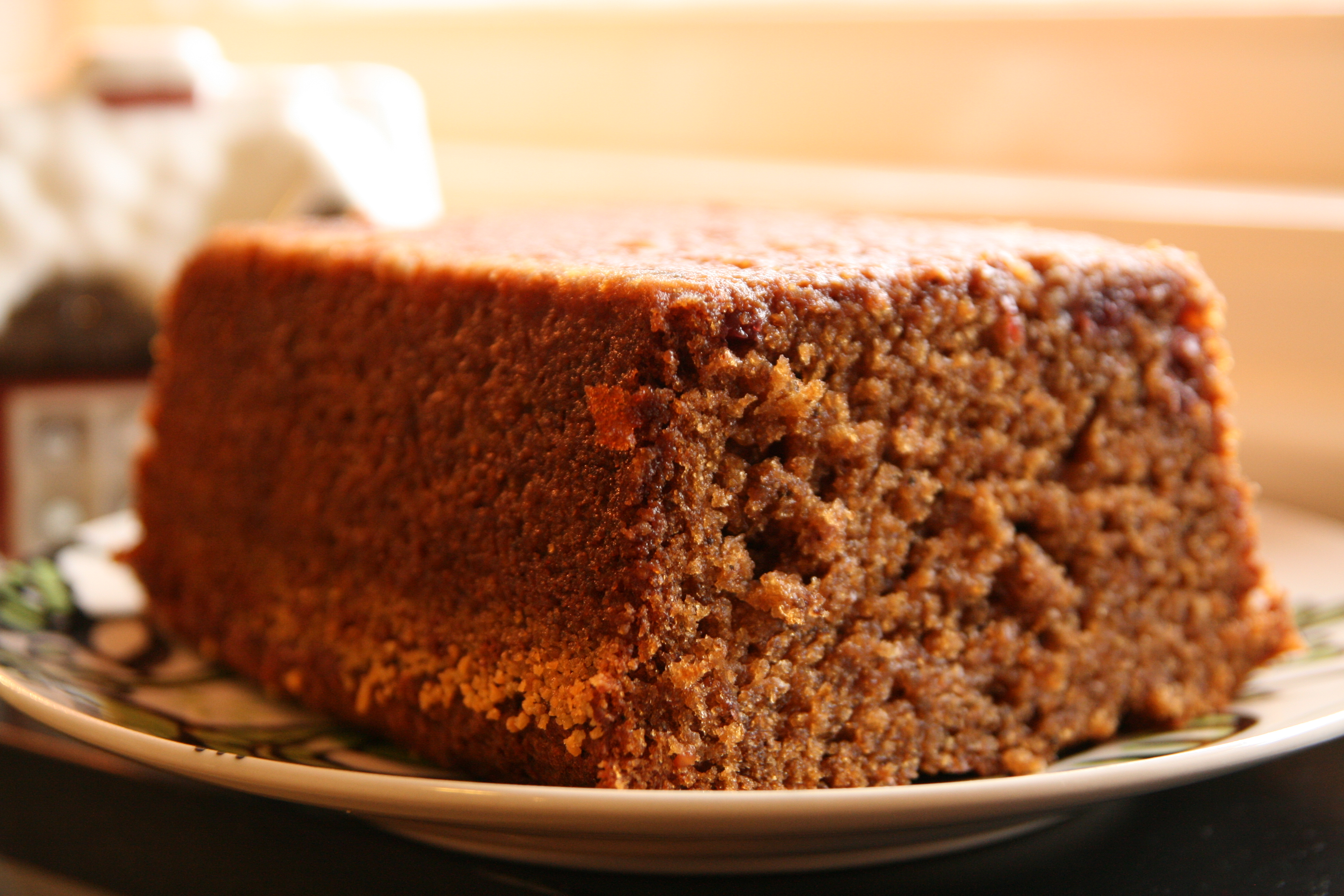
خبز الزنجبيل (Gingerbread) الطري مع التوت البري.

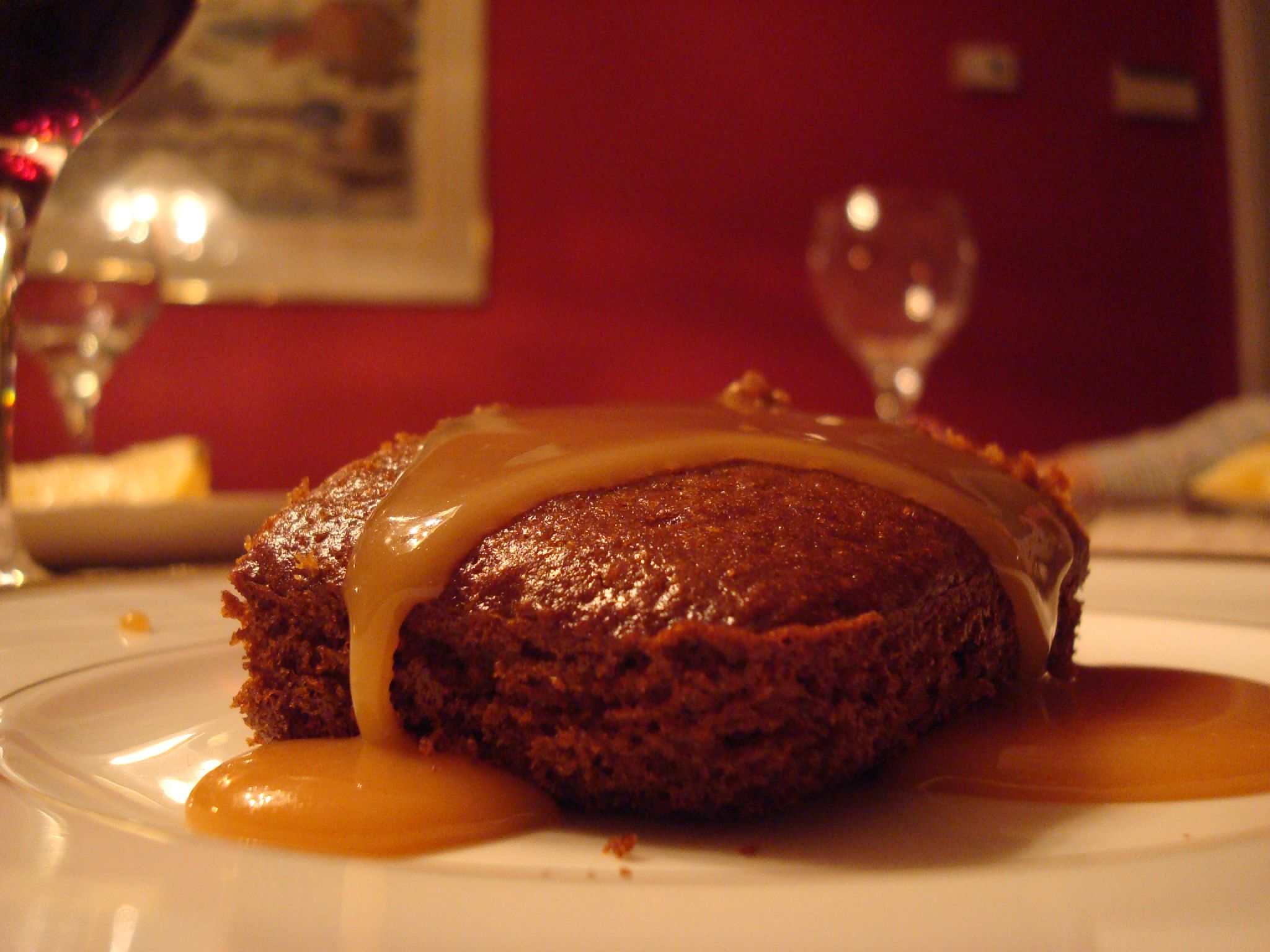
كعكة الزنجبيل، وتُسمى علميًا: كعكة خبز الزنجبيل (Gingerbread cake).